# Kronprinztunnel
Der Kronprinztunnel (in Deutschland auch als Gallwitztunnel oder Rabentunnel bekannt) ist ein ehemaliger deutscher Militärtunnel in der Schlucht von Caurettes. Er liegt gegenüber der Anhöhe Toter Mann nordwestlich der Stadt Verdun in Frankreich. Während der Schlacht um Verdun war das Gebiet stark umkämpft.
Dieser etwa einen Kilometer lange unterirdische Schutzraum diente als Zuflucht für deutsche Truppen während der Schlacht am Toten Mann (franz.: Mort Homme) 1917 im Ersten Weltkrieg.
Im Tunnel waren der Führungsstab eines Regiments, die Führungsstäbe von zwei Bataillonen, ein Verbandsplatz, Küchen und Unterkünfte für zwei Kompanien. Auch zahlreiche Versprengte suchten dort Schutz vor dem Bombardement.
Am 13. und 14. August beschoss ein 400-mm-Eisenbahngeschütz (Obusier de 400 mm modèle 1915/1916) 32-mal und vom 17. bis zum 20. August 266-mal, davon alleine 112-mal am 19. August den Tunnel. Am 17. wurde der Nordeingang getroffen, aber in der Nacht wieder repariert; am 18. tötete eine Granate rund 100 deutsche Soldaten. Am 19. traf eine Granate die Küchen und tötete viele Soldaten mit Kohlenmonoxid.  Als am 20. August ein Infanterieregiment angriff, ergaben sich etwa 600 Deutsche.
Der Tunneleingang und einige Lüftungsschächte sind heute noch im Wald des Mort Homme sichtbar. Der in den Lehmboden gegrabene Tunnel ist instabil und darf aus Sicherheitsgründen nicht mehr betreten werden.